# Methylscopolamine bromide
-9,9-dimethyl-3-oxa-9-azoniatricyclo[3.3.1.02,4]nonane
| image = Methscopolamine.png
| tradename = Pamine, Extendryl, AlleRx, Rescon
| Drugs.com = Chuyên khảo
| MedlinePlus = a606008
| pregnancy_AU = 
| pregnancy_US = 
| pregnancy_category = 
| legal_AU = 
| legal_CA = 
| legal_UK = 
| legal_US = 
| legal_status = 
| routes_of_administration = 
| bioavailability = 
| protein_bound = 
| metabolism = 
| elimination_half-life = 3–4 hrs
| excretion = 
| CAS_number = 155-41-9
| ATC_prefix = A03
| ATC_suffix = BB03
| ATC_supplemental = S01FA03 (WHO)

| PubChem = 441342
| DrugBank = DB00462
| DrugBank_Ref =  
| ChemSpiderID = 21106347
| ChemSpiderID_Ref =  
| UNII = RTN51LK7WL
| UNII_Ref =  
| ChEMBL = 376897
| ChEMBL_Ref =  
| C = 18
| H = 24
| N = 1
| O = 4
| molecular_weight = 318.388 g/mol (398.297 g/mol with bromide)
| SMILES = OC[C@H](c1ccccc1)C(=O)O[C@H]2C[C@@H]3[N+](C)(C)[C@H](C2)[C@H]4O[C@@H]34
| StdInChI = 1S/C18H24NO4/c1-19(2)14-8-12(9-15(19)17-16(14)23-17)22-18(21)13(10-20)11-6-4-3-5-7-11/h3-7,12-17,20H,8-10H2,1-2H3/q+1/t12-,13-,14-,15+,16-,17+/m1/s1
| StdInChIKey = LZCOQTDXKCNBEE-IKIFYQGPSA-N
| StdInChIKey_Ref =  
| StdInChI_Ref =  
| verifiedrevid = 442016426
}}
Methylscopolamine hoặc methscopolamine, thường được cung cấp dưới dạng muối bromide hoặc nitrat, là một loại thuốc uống được sử dụng cùng với các loại thuốc khác để điều trị loét dạ dày bằng cách giảm tiết axit dạ dày. Thuốc ức chế bơm proton và thuốc kháng histamine đã khiến việc sử dụng này trở nên lỗi thời. Nó cũng có thể được sử dụng cho co thắt dạ dày hoặc ruột, để giảm tiết nước bọt và điều trị chứng say tàu xe. Methscopolamine cũng thường được sử dụng như một chất làm khô, để làm khô nhỏ giọt sau mũi, trong hội chứng ruột kích thích, lạnh và thuốc dị ứng 
Methscopolamine, một dẫn xuất methyl hóa của scopolamine, là một chất đối kháng muscarinic có cấu trúc tương tự như chất dẫn truyền thần kinh acetylcholine. Cơ chế hoạt động của nó liên quan đến việc ngăn chặn các thụ thể acetylcholine muscarinic.
Nó được cấp bằng sáng chế vào năm 1902 và được chấp thuận cho sử dụng y tế vào năm 1947. Methscopolamine là một chất tương tự được FDA chấp thuận với hyoscine butylbromide.

## Tên thương hiệu
Tên thương hiệu bao gồm Extendryl, AlleRx, Rescon, Pamine.